# Laelia devestita
Laelia devestita är en fjärilsart som beskrevs av Walker 1865. Laelia devestita ingår i släktet Laelia och familjen tofsspinnare. Inga underarter finns listade i Catalogue of Life.